# アメリカ合衆国とイランの関係
アメリカ合衆国とイランの関係（英語：Iran–United States relations、ペルシャ語：روابط ایالات متحده آمریکا و ایران）は、19世紀後半の半ばより始まり、第二次世界大戦直後まで政治的・文化的な同盟国であった。また、1953年にモサッデク政権のクーデターを米国が主導し、傀儡政権を樹立したこともあり、この政治的同盟関係は1979年まで維持された。しかし、1979年のイラン革命で反米的なイスラム共和制国家になると、両国関係は緊張状態に入ることになった。

## 両国のデータ比較
|        | アメリカ合衆国                             | イラン                              |
| ------ | ------------------------------------------ | ----------------------------------- |
| 人口   | 3億2775万人                                | 8280万人                            |
| 面積   | 962万8000平方キロメートル                  | 164万8195平方キロメートル           |
| 首都   | ワシントンD.C.                             | テヘラン                            |
| 政府   | 大統領制 連邦共和国                        | 大統領制 イスラム共和国             |
| 公用語 | 英語 （事実上）                            | ペルシャ語                          |
| 国教   | 無し                                       | イスラム教シーア派十二イマーム派    |
| GDP    | 19兆3906億米ドル（1人当たり5万9531米ドル） | 3480億米ドル（1人当たり4244米ドル） |
| 軍事費 | 5867億米ドル                               | 174億米ドル                         |

## 初期の関係
1880年代前半に始まる公式の政治関係以前に、アメリカ人はイランに旅している。ジャスティン・パーキンスとアサヘル・グラント（Asahel Grant）がアメリカ外国宣教団評議会によってイランに派遣されたのは1834年のことであった。
政府による直接の接触は、ナーセロッディーン・シャーの有名なアミール・キャビール宰相の時代である。アミール・キャビールは、イラン海軍の創設のため、ブーシェフルでの海軍基地建設への援助についてアメリカ合衆国との協定に署名した。
政治的には、1856年にナーセロッディーン・シャーが初めての公式大使としてミールザー・アボルハサン・シーラーズィー（ميرزا ابولحسن شيرازی）をワシントンD.C.に派遣。一方、アメリカ合衆国も1883年にサミュエル・ベンジャミンをイランへの初めての公式外交使節に任じ、外交関係が始まった。
オルーミーイェ大学医学部の前身となる学校の設置も、イランとアメリカ合衆国の間の外交関係に先立つ接触の一例である。同校は1870年代にアメリカ人医師によって設置されたものである。
19世紀末までには、ペルシア湾からテヘランに至る鉄道建設のためアメリカの会社との交渉が行われている。1901年にバッファローに本社を置くアメリカ企業は、鉄道事業評価のためバッファローに代表団を派遣するようイラン政府に要請。しかしこの計画はおそらくはイギリスの圧力により実現することは無かった。

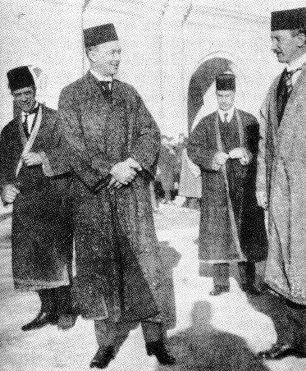
ジョッベ・オ・コラー(伝統的なイランの衣装)をまとうアメリカ人。1924年1月29日のマジュレス開会式。マックカスキー、アーサー・ミルスポー（英語版）博士、マコーマック大佐が見える。
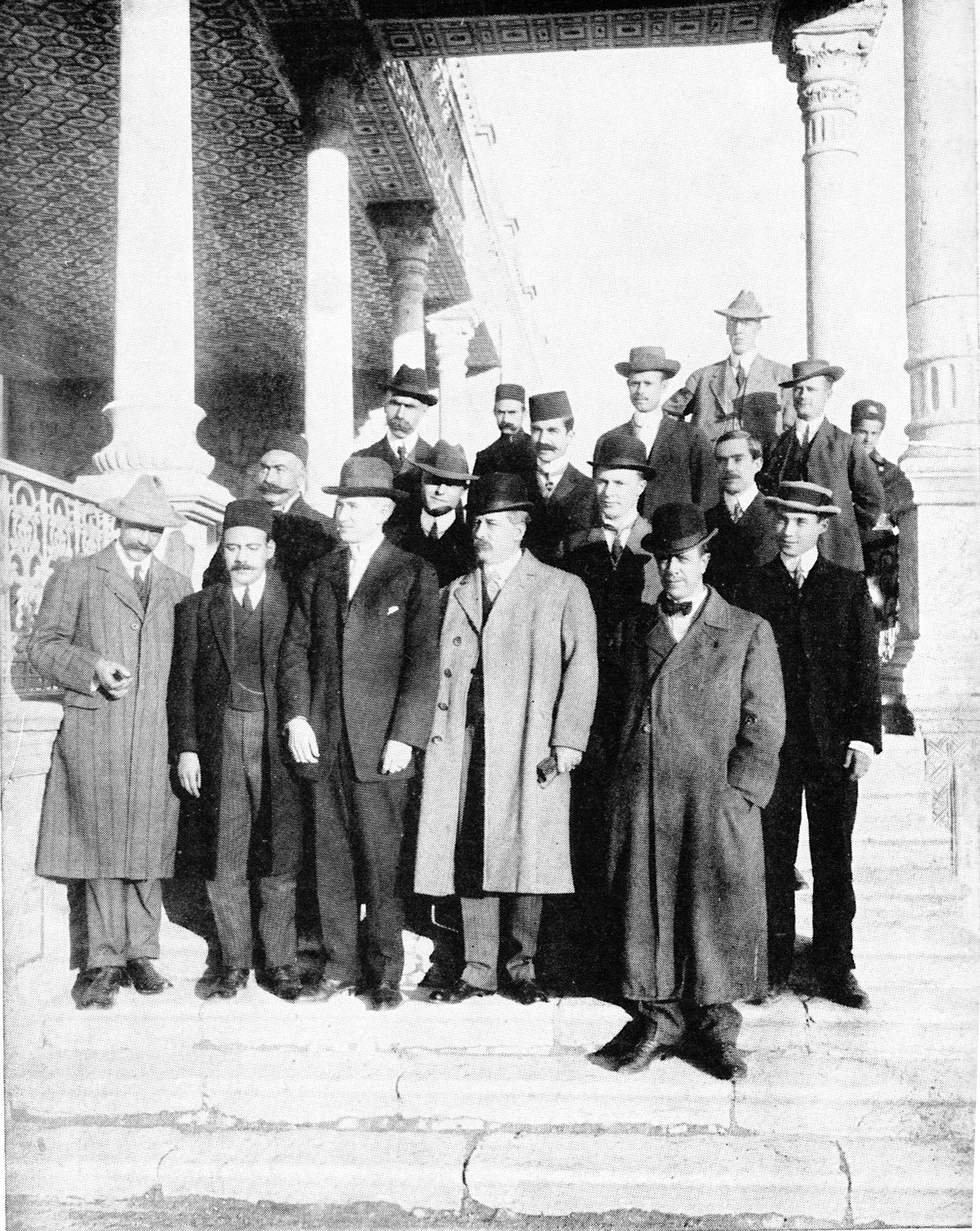
アターバク宮でのモルガン・シャスターとアメリカ合衆国の軍人。(1911年にテヘランにて)1950年代までイランとアメリカ合衆国は蜜月期の政治的関係を保った。
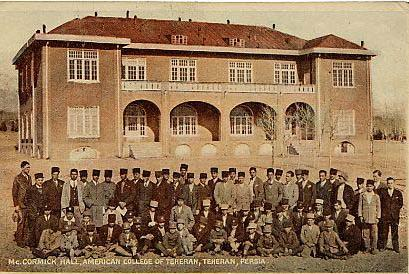
テヘラン・アメリカ大学のマコーミック・ホール。1930年頃。同大学は1932年、ニューヨーク州立大学によって設立された。アメリカ人は1870年代にもイラン最初の近代的医学校をオルーミーイェに設立している。

第二次世界大戦までのアメリカ合衆国とイランの関係は極めて親密なものであった。結果として立憲派の多くが、イランに対する屈辱的なイギリスとロシアの干渉・支配を打ち破る闘いにおける「第三勢力」としてアメリカ合衆国を評価した。こうした信頼は第二議会以降、3次にわたってアメリカ人を「イラン総財務官」として任用したことにあらわれている。同ポストはアーサー・ミルスポー、モルガン・シャスター、エルギン・グロースクローズによって担われた。これらの指名は、公文書としては存在していないが、アメリカ合衆国政府と立憲派による接触の成果と考えられる。さらに、イラン経済の近代化とイギリスとロシアの影響からの自立において、アメリカ合衆国の企業家らの全面的支援を受けたことは確実である。
イラン立憲革命においては、ハワード・バスカーヴィルが立憲派とともに闘い、タブリーズで戦死している。またモルガン・シャスターが総財務官に任じられると、テヘランで1人のアメリカ人がイギリスまたはロシアを背景に持つ者の手によって殺害されるという事件が起こっている。こののちシャスターはイラン立憲革命を財政的に支援するため、さらに精力的に活動した。シャーの兄弟でロシア帝国と結んだショアーオッサルタネ(شعاع السلطنه)の資産引渡令をイラン政府が発すると、シャスターがこれを担当し、直ちに実行に移した。直ちにロシア帝国は資産償還と謝罪をイラン政府に要求し、バンダレ・アンザリーに兵を上陸させた。リアホフ将軍に率いられたロシア軍はテヘランへと進撃し、議会を砲撃した。結局シャスターは、イギリスとロシアの強力な圧力のもとで辞任を余儀無くされることとなった。シャスターの著書『ペルシアの窒息(The Strangling of Persia)』はこれら諸事件の詳細を記述し、イギリスとロシアを厳しく批判している。
レザー・シャーの登極につながる1921年のクーデターにイギリスが関与したという大衆の見解を最初に裏付けたのは、ロンドンにおける外務省出先機関へのアメリカ大使館による通報であった。イギリス大使館は1932年になって、イギリスがレザー・シャーを「玉座に据えた」と認めている。アメリカはこの時期のイランに関する限り、イギリスの同盟国ではなかった。
モルガン・シャスターの後任にはアーサー・ミルスポーが就任し、レザー・シャーにも総財務官として任命されている。続いてアーサー・ポープが就任、レザー・シャーのペルシア帝国復興政策の主要推進者の1人となっている。シャーはイランの「脱イスラム化」を押し進めるべく、1936年にはイスラム女性教徒衣装「チャードル」の着用禁止令を出し、代わりに洋服着用令を発令したりもした。しかしアメリカ合衆国とイランの親密な関係は、1950年代初に転機を迎えることになる。

## 1950年代：石油国有化運動と転機
1952年から1953年に民主的に選出されたナショナリストのモハンマド・モサッデク首相は急速に勢力を伸ばし、一時はモハンマド・レザー・シャーを短期亡命に陥れた(のちに帰国して権力を奪取した)。1952年の諸事件は石油国有化運動すなわちモサッデクによるアングロ・イラニアン石油会社（現在のブリティッシュ・ペトロリアム）の国有化政策に端を発する。同社は20世紀初にイギリスによって設立され、イギリス85パーセント・イラン15パーセントの割合で利権を分割する協定を結んでいたが、イラン政府に財務報告を提出していなかった。アングロ・イラニアン石油会社による利権の独占の嫌疑により、イラン議会は同社の国有化を満場一致で可決した。この当時アングロ・イラニアン石油会社はイギリス帝国最大の企業であった。これに対抗するため、国際市場を支配していた米英の石油大手は報復としてイラン産原油を締め出した。
石油利権を渡さないため、アメリカとイギリスは、現在はCIAも認めている秘密作戦「アジャックス作戦」(英語: TPAJAX Project)を展開。これはテヘランのアメリカ大使館の指揮によるもので、反モサッデク勢力の組織化を援助し、シャーを帰国させるというものであった。当初作戦は失敗し、シャーはイタリアに亡命した。それでも、その後同様の試みが行われて1953年イランクーデターが成功。モサッデク政権は崩壊し、シャーは短期の亡命から帰国した。こののち政府に対するシャーの権限を制約する憲法上の規定を撤廃。シャーはアメリカの支援下で専制君主として急速な近代化政策を開始し、一方でイランにおける民主主義の萌芽は独裁のもとに潰えた。
事実上の傀儡政権であるモハンマド・レザー・シャーはその支配において、アメリカ合衆国から多大な支援を受け、アメリカから大量の兵器を購入した。自身はしばしばホワイトハウスを公式訪問し、歴代大統領からの賞賛を得ている。また、米ケネディ政権の要請によりイランの西欧化を図るべく、「白色革命」が実行された。このシャーとワシントンの緊密な関係と大胆かつ急速な西洋化政策はイラン人の一部、特に強硬なイスラーム保守層の慷慨を招いていたが、秘密警察を用いて弾圧した。
1979年のイラン・イスラーム革命以前、イランはペルシャ湾岸における重要な親米国であり、イランはアメリカ合衆国における最大の留学生数を持つ国の1つであった。

## 1979年イスラーム革命
1979年にイラン・イスラーム革命が勃発し、シャーは再度の亡命を余儀無くされた。新たに指導者となったアーヤトッラー・ホメイニーは直後からアメリカを「大悪魔」・「不信仰者の国」と痛罵した。
アメリカのジミー・カーター大統領はシャーに対するこれ以上の支援供与を拒否し、シャーの政権復帰に関心を持たないことを表明した。しかし当時癌を患っていたシャーが治療のためアメリカ合衆国への入国を申請すると困惑し、最終的にカーターは不承不承入国を認めている。結局、このことはシャーがアメリカ合衆国の傀儡であったというイラン人の印象を強める結果に終わった。
イスラム革命時に革命政権がアメリカ政府に対して、革命政権の承認・モサッデグ政権の打倒と傀儡のパフラヴィー政権の樹立・パフラヴィー政権時代の不平等な関係を平等互恵の関係に変更する・パフラヴィーが私物化した財産をイランに返還する・パフラヴィー元皇帝の身柄をイランに引き渡すことを要求したが、カーター大統領はその要求を拒否して、イランの在米資産を接収した。革命運動の一部の勢力はアメリカ政府の姿勢に対する反発で、1979年11月にアメリカ大使館を占拠して大使館員を人質にして、アメリカ政府に対する要求を継続した。1980年4月にカーター大統領はこの事件に対して、イランに対する国交断絶と経済制裁を実施した。

### 1979年イランアメリカ大使館人質事件
1979年11月4日にイマーム戦列支持ムスリム学生団が、アーヤトッラー・ホメイニーの支持のもとテヘランのアメリカ大使館を占拠した。これは大使館によるスパイ行為のためであった。52人のアメリカ人が444日間にわたって人質となった。1980年4月7日にアメリカ合衆国はイランとの国交を断絶し、1981年4月24日以降はスイス政府がテヘランの利益代表部を通じてアメリカ合衆国の権益を代行した。一方アメリカにおけるイランの権益は、ワシントンD.C.のパキスタン大使館内に設けられた在アメリカ合衆国イラン・イスラム共和国利益代表部によって代行されることになった。
1981年1月19日のアルジェ合意により、オランダのハーグにイラン・アメリカ合衆国損害裁定委員会が、アメリカ合衆国とイラン相互の主張を処理するために設置された。ただしハーグを通じてのアメリカ合衆国とイランの接触は法的問題に限定された。条約調印の1981年1月20日に人質は解放された。

### テロ支援国家指定
1984年にアメリカ政府はレーガン大統領がイランをテロ支援国家と指定し、2022年現在まで指定を継続している。

### イラン・コントラ事件
1986年にロナルド・レーガン政権はイランに対する武器売却をニカラグアの武装勢力であるコントラを通じる形で行い、売却資金をコントラへの支援とした。

### プレイング・マンティス作戦
1988年4月にアメリカとイランは直接交戦している。イランが行ったペルシア湾への機雷敷設に対し、アメリカ海軍が報復として攻撃を行ったものである。作戦名はプレイング・マンティス作戦。4月14日に作戦は行われ、イランのフリゲートが撃沈された。なお、交戦は1日で終了した。

### 1988年イラン航空655便撃墜事件
1988年7月3日にアメリカ海軍の巡洋艦「ヴィンセンス」が誤ってイラン航空のエアバスA300B2を撃墜するという事件が発生。子供66人を含む6カ国合わせて290人の一般人が死亡した。ホルモズ海峡を越えたイラン領空内でのスケジュールにある民間航空機の撃墜であり、イラン側は強く抗議した。1996年2月22日、アメリカは撃墜によるイラン人犠牲者248人に対する補償6180万ドルの支払いに同意した。ただし、3000万ドル以上と見積もられる航空機自体の補償は2020年現在に至るまでなされていない。

### ヒズボラによる諸爆破事件
アメリカはイランを背景に持つヒズボラによる反合衆国テロ攻撃関与を非難した。これはアメリカ人17人が死亡した1983年4月のアメリカ合衆国大使館爆破事件、レバノンで平和維持軍241人が死亡した1983年のベイルート海兵隊宿舎爆破事件、1996年のフバル・タワー爆破事件などである。
2003年にアメリカ地方裁判所は1983年4月のアメリカ合衆国大使館爆破事件について、イラン政府に支援されたヒズボラと呼ばれる当時の新組織によるものであるとの判決を下している。
ベイルート爆破事件での死亡者241人の遺族による訴訟で、連邦地方裁判事ロイス・C・ランバースは2003年5月、同事件におけるイラン・イスラーム共和国の責任を宣告している。ランバースはヒズブッラーがイラン政府支援のもとに創設されたものであり、1983年の時点でイランに完全に依存していたこと、同事件の実行にあたってもイラン情報省とイラン安全保障部門の援助があったものとしている。
また、フバル・タワー爆破事件についても連邦裁判所がアリー・ハーメネイーの認可のもとに行われたものとする調査結果を出している。

### 経済関係の変容
イスラーム革命以前、アメリカはイランにおける最大の経済的・軍事的パートナーであった。したがって、急速なインフラストラクチャー・産業の近代化にあたって、3万にものぼるアメリカ人がイランに居住し、技術的や教育的、あるいは顧問的役割を果たした。逆にこの結果として、あまりにも急速な近代化がイラン国民の多くに不安と不満を醸成し、1979年の革命につながったとの指摘もある。
凍結されたイラン資産の問題はイラン政府の過敏に反応するところである。1979年のアメリカ大使館人質事件以降、アメリカは在合衆国の銀行預金、金、その他のイラン資産総計約120億ドルを凍結した。アメリカ政府当局によれば、これらの凍結資産の大部分は、大使館のアメリカ人人質解放の取引にあたって凍結解除されたとされる。しかし若干の資産が革命以降の法的諸問題のため凍結解除が保留されている。これらの資産は、イラン政府の主張によれば100億ドル近くにのぼる。一方、アメリカ政府の主張でははるかに少額であるとされる。
アメリカ合衆国とイランの経済関係は、アメリカの制裁により主にイラン側の食糧と医薬品の輸入・アメリカ側の食糧とカーペットの輸入に限られる。「アメリカ合衆国に対する非常かつ重大な脅威」を抑止するための、イランに対する経済制裁は1995年にクリントン政権によって発動され、1995年の大統領令はアメリカ企業及びその海外子会社のイランでのあらゆる商取引を禁じるもので「イラン石油資源開発に関する金融契約」も禁止された。加えて1996年にイラン・リビア制裁法（5カ年。2001年・2006年にさらに5カ年更新）により、年あたり2000万ドル以上をイランの石油・天然ガスに出資する外国企業にも、義務的・裁量的双方の制裁を科した。イランに対する経済制裁はブッシュ政権とオバマ政権に継続されている。

## 2000年から2004年
2003年以降アメリカはイランの核開発計画に関する情報を収集するため、イラクから無人偵察機を飛ばした。伝えられるところではほとんど新情報を入手できなかったが、イラン政府はこれを不法な主権侵害行為として正式に抗議している。

### アメリカ合衆国政府及びイラン政府相互の懸案
両国間の関係改善には深刻な障害が存する。アメリカ合衆国政府の抱きうる懸案は以下の通り。
- 核兵器の他に大量破壊兵器獲得などに関するイラン政府の活動への嫌疑
- 国際的テロ活動への関与についての嫌疑[17]
- 中東和平プロセスへの暴力による反対活動支援の嫌疑
- 産油地帯というイランのロケーション及び石油資源へのアクセスに関する勢力均衡
- 近隣諸国に対する破壊活動と脅威
- 人権問題
- 民主的に選出されたモハンマド・モサッデグ政権を打倒し、追放されたシャーを復位させたCIAによるアジャックス作戦(英: TPAJAX Project)。
- 1979年以降凍結解除されていないイラン資産
- 反イラン政府テロ組織(モジャーヘディーネ・ハルグ)への支援[18]
- イラン・イラク戦争で使用された化学兵器開発に関する合衆国企業のイラクへの支援。
- アメリカ合衆国巡洋艦ヴィンセンスによるイラン航空655便撃墜事件と、事件による多数市民の死亡
- アメリカ合衆国の制裁及び政治的圧力に起因する経済的損失
- アメリカ合衆国無人偵察機による2003年以降の領空内飛行
- 隣国イラク及びアフガニスタンにおけるアメリカ合衆国の軍事的プレゼンス
- アメリカ合衆国の人権報告書

## 議会間非公式直接会合

### 2000年8月31日
2000年8月31日、アメリカ合衆国議会からアーレン・スペクター共和党上院議員、ボブ・ネイ共和党下院議員、ゲイリー・アッカーマン民主党下院議員、エリオット・L・エンゲル民主党下院議員の4人と、イラン議会(マジュレス)からメフディー・キャッルビー議長、ユダヤ人のモーリス・モターメド議員が、ニューヨークで非公式会合を開き、諸問題について討議した。この討議は列国議会同盟会議の機会を利用して開かれたものである。

## 軍事行動への脅威と緊張：2005年 - 2006年

### アメリカ合衆国によるイラン武力攻撃のおそれをめぐって
アメリカ合衆国のイランに対する公式の立場は「イランの核武装は受け入れられない」ということであり、一方的武力攻撃及び先制核攻撃を含む「あらゆるオプション」を「排除しない」というものである。しかしながら、アメリカ合衆国政府は即時の攻撃準備については否定している。これは、ヨーロッパ3カ国、イギリス・フランス・ドイツのいわゆるEU3カ国による濃縮活動停止協議中に、アメリカが濃縮活動を核兵器生産のためと主張したことに起因する。
2020年現在アメリカ合衆国はイランの隣国4カ国イラク・トルコ・アフガニスタン・パキスタンに極めて大規模な軍事的プレゼンスないし数十年に渡る軍事協力の歴史を持つ。

2006年8月31日にジョージ・W・ブッシュ大統領はウラン濃縮停止要求に対するイランの抵抗には「結果が必要だ」とし、イスラエルとイランに支援されたヒズボラの戦争に見られるように「世界は現在、イランの過激な体制からの重大な脅威に直面している」と述べた。

### 対イラン戦術核兵器使用計画をめぐって
2005年3月にアメリカは非核保有国に対する先制攻撃・予防戦争における核兵器の使用を含むドクトリンの改訂を行った。
同年8月にフィリップ・ジラルディ元CIA職員は、ディック・チェイニー副大統領がアメリカ戦略軍にさらなる9・11型のテロ攻撃があった際に発動する非常事態計画を準備するよう指示し……イランに対する通常兵器および戦略核を用いた大規模空爆を含む……現実にアメリカに対する直接のテロ行動に関わっているイランには無条件で……」と述べたとする。小型核兵器による攻撃の理由は、目標が装甲され地下深く非核弾頭での破壊が困難であるためである。

### イランの核開発計画に関わる要因
2003年以来アメリカはイランが核兵器開発を計画していると主張した。これに対してイランは核開発計画は発電のみを目的にしていると反論している。
2005年6月にアメリカ国務長官コンドリーザ・ライスはIAEA事務局長モハメド・エルバラダイについて、イランに対する姿勢をより強固にせねば、3期目の選出は無いだろう」と述べている。アメリカ合衆国とイランはともに核拡散防止条約(NPT)関係国である。2005年5月の1ヵ月に渡る会議上、IAEAは核燃料及びその処理について報告が不十分であるとして、イランがNPT保障措置管理に違反していると発表している。これに対しNPT第4条では、非核保有国に対して非軍事的原子力エネルギー開発の権利を認めており、さらにアメリカ及び他の公式核保有国(アメリカ合衆国・中国・イギリス・フランス・ロシア連邦)は第6条違反であるとする反発があった。第6条は核軍縮を定める規定であるが、2020年現在で核保有国がそれを行っていないとするものである。
2003年から2006年初にかけてアメリカ合衆国とイランの関係は逐次緊張を増した。この時期、IAEAによる核関連施設への査察が継続しており、これはイランが自発的に加盟したNPT追加条項に基づくものである。
2006年3月8日にアメリカ合衆国及びヨーロッパ連合3カ国代表はイランが未濃縮六フッ化ウランの保有を指摘し、十分な濃縮が行われれば最大10個の原子爆弾製造が可能であり、これは「安全保障理事会が行動すべき時」と声明を発表した。ただし未濃縮ウランは加圧水型原子炉のブーシェフル原子力発電所では使用できず、また濃縮が無ければ原子爆弾にも使用できない。

### アメリカ合衆国・イラン間の緊張における石油その他戦略的諸要因
ステファン・ズーンズは共和党・民主党とも、中東においてアメリカ合衆国の経済的戦略的構想に対し非協力的な産油国(すなわちイラン)を封じ込めて孤立させ、軍事的な威嚇への衝動があると述べている。
アメリカ合衆国・イラン間で増大する緊張は、エネルギーにかかわる地政学的要因に起因するものであり、ほとんどの西洋世界のエネルギー的安全保障の将来にかかわる。これはすなわち最終的には、世界の1日の石油需要の40パーセントが運ばれるホルムズ海峡の支配権に関わるためである。
この要因を持たないことにより、北朝鮮の核問題はイランほどには世界的な注意を引かなかったのである。

### イランによるユーロ建石油取引市場開設計画
イランによる新たな国際石油先物取引市場の創設計画が複数の観測により確認されている。現在のところ公式の名称はないが、一般にイラン石油取引所と呼ばれており、取引は、現在すべての石油取引に用いられるドル建ではなくユーロ建てないしその他の通貨建で行われる見通しである。これを一部ではアメリカ合衆国ドルを基軸とする国際通貨市場に重大な否定的影響をもたらすものとして懸念している。取引開始は2006年3月20日とされていたが、延期されている。

### アメリカ合衆国での選挙をめぐる要因
2005年11月にマイケル・クレアハンプシャー大学平和・世界安全保障学教授は、ジョージ・W・ブッシュ政権によるイラン攻撃への主な要因として、国内における政治的困難からの目をそらさせ、政権支持を増加させる欲求があると指摘している。2003年のアメリカ合衆国によるイラク侵攻ではブッシュ政権に対する支持率はおよそ10パーセント増加し、数か月後に元の支持率に低下している。

### イランでの選挙をめぐる要因
イランのマフムード・アフマディーネジャード大統領による発言は、イスラエル政府の言うように脅迫を目的としたイスラエル向きの発言であるのと同程度に、選挙を目的として国内に向けられた発言であるとアリー・アンサーリーのような専門家は解釈する。
宗教保守派マフムード・アフマディーネジャードが2005年、大統領に当選した。
2005年10月、アフマディーネジャードは国内向け演説でアーヤトッラー・ホメイニーの「時のページから（イスラエル／パレスチナにおいて）占めている体制は消滅すべきである」、パフラヴィー朝、国家としてのソビエト連邦、イラクにおけるサッダーム・フセインも同様であるとの発言に賛意を示した。
また2005年12月8日にはホロコーストを疑う発言をしている。さらに1週間後12月14日にも同様に文字通りホロコースト否認の発言をしている。これらの発言は一般にそのポピュリスト的な選挙基盤を意識したものとおもわれる。2005年の大統領選挙では第一回投票で19%の票を得ている。
アフマディーネジャードとファン・コールは、これらの発言は西洋のメディアによって誤訳され、イスラエルが「歴史のうえで拭われるべき（汚点）」との発言であって、パレスチナにおける民主主義を擁護したものに過ぎないと反論している。しかし、これが誤訳であったかどうかは別として、発言に対する国際的反応は非常に否定的なものであった。
エイジアン・エイジのスィーマ・ムスタファは、イスラエルとホロコーストをめぐるアフマディーネジャードの発言がイラン攻撃への名分として用いられていると論じる。
「(アフマディーネジャードを)悪魔扱いするキャンペーンは非常に効果的であった。実際、対イラン戦へのプロパガンダの重要要素としてアフマディーネジャードは組み入れられたのだ……」
また、この議論はEU3カ国代表マイケル・シーファーとアメリカ合衆国国務次官ニコラス・バーンズが、国際連合安全保障理事会にIAEA査察受け入れをイランに勧告するべきとして、デリーでジャーナリストに示したものである。

### アメリカ合衆国の中東民主化計画をめぐる要因
2003年のイラク侵攻後に大量破壊兵器が発見されなかったことが明らかになると、ブッシュ大統領は演説で政権の目的は中東諸国に民主主義をもたらし、「イスラーム的ファシズム」に対抗することであると述べている。
反イラク戦争イラク世界法廷その他は、政権の上記のような説明に疑問を呈し、イラク占領におけるイラク学界に対する組織的策謀を指摘している。
『悪魔のゲーム—合衆国はいかにしてイスラーム原理主義を解きはなってしまったのか』（Devil's Game: How the United States Helped Unleash Fundamentalist Islam）の著者ロバート・ドレフュスは、合衆国による中東地域での諸活動は、「イスラーム的ファシズム」に対抗するどころか、かえってそれを助長しつづけている、と主張している。

### アメリカ合衆国によるイラン攻撃の可能性
元CIA局員で、近東南アジア担当国家情報官として、2000年から2005年にかけてイランに関する国家情報推定National Intelligence Estimatesの作成を主導したポール・ピラーは、インタープレス・サービスに対して、この時期の国家情報推定について次のように発言している。
「明確に合衆国の攻撃に対するイランの恐怖をとりあげており、その恐怖と核兵器開発に対する欲求を関連づけている……この脅威、特にアメリカとイスラエルからの攻撃というイランの認識する脅威において、イランの核開発は攻撃の要因であるのみならず、逆にこの脅威がイランが核兵器開発に努力するかどうかの要因ともなっているのである」
また、別の元CIA官僚であるエレン・ライプソンは「アメリカによるイラン攻撃への恐怖は、ながらくイラン関係国家情報推定における『基本的要素』であった」という。2005年にアメリカは「イラン自由支援法」を可決した。これはイランで活動する人権NGOに数百万ドルの予算を充てるものであった。両国の一部政治家は同法を「イランに対する軍事力の使用について特定の禁止を含みはするが、戦争への布石である」と非難している。
アメリカは2012年11月時点まで、イランの核兵器開発疑惑に対して武力行使はしていない、武力行使を明示してもいない。実行も実行可能性も示されていないのに反戦運動との表現は推測記事になっている。

### アメリカ合衆国国内における対イラン戦反対活動
アメリカ合衆国における現在のイラクにおける戦争に対する嫌悪感は、さらなる戦争に応ずることへのアメリカ市民の意識に影響を与えている。2006年6月のCBSの世論調査では、イランに対する軍事行動を支持するアメリカ合衆国国民は21パーセントのみであった。55パーセントは外交による解決を支持し、19パーセントはそもそもイランは脅威では無いと応えている。
対イラン戦への嫌悪感を組織化する複数団体が現れており、イランへの軍事行動を忌避するこのような圧力は、アメリカ政府のイラン政策に影響を与える可能性がある。

## 2003年から2006年のアメリカ合衆国によるイラン主権侵害の疑い

### アメリカ合衆国の無人偵察機によるイラン領空侵犯の疑い
2003年以降アメリカはイランの核開発計画に関する情報を収集するため、イラクから無人偵察機を飛ばした。伝えられるところではほとんど新情報を入手できなかったが、イラン政府はこれを不法な主権侵害行為として正式に抗議している。アメリカのRQ-7 ShadowとHermes UAVはイランに墜落している。

## 2006年対イラン制裁
アメリカはイランの核開発及びイラン政府によるイラクにおけるシーア派民兵に対する後方支援及び財政的支援を問題として、国際的制裁を呼びかけた。後者についてイラン政府はこれを否定している。アメリカ政府は2006年9月8日にアメリカ金融機関関連の銀行を除いて間接的取引を含めたイラン銀行との取引を禁止する制裁を発動した。スチュアート・リービー財務次官の発表によれば、主要イラン国有銀行として、サーデラート・イラン銀行がヒズボラを含むテロ集団に対する資金移転を行った疑いがあるとされたためである。この時点ではイラン金融機関はアメリカの金融市場での直接の取引は禁止されたが、第三国を通じての取引は可能であった。その後サーデラート・イラン銀行による取引は第三国経由でも凍結されているが、リービーによればイランのその他の銀行に対しては適用されないとされている。右の制裁はイランおよびヒズボラに対するブッシュ政権の新たな努力であり、リービーは2001年以降、ヒズボラ支配下の組織にサーデラート・イラン銀行を通じて、イランから直接に5000万ドル以上が流入しているとする。その上で、アメリカ政府はイランとの取引を行わないようヨーロッパ諸銀行及び金融機関を説得したいとしている。

## 2007年のアメリカ合衆国による在イラク・イラン総領事館襲撃事件
1月12日、アメリカの武装部隊がイラク・アルビールのイラン総領事館を襲撃し、5人のスタッフの身柄を拘束する事件が起こった。
報道によればアメリカ合衆国部隊ははじめに建物周辺にヘリコプターで着陸し、領事館のゲートを突破して警備員を武装解除、その後複数の文書及び機材を没収し、5名の領事館員の身柄を拘束していずれかへと連れ去ったという。
周辺住民は外出することができなかったといい、外出した3人は逮捕された。取材に対し、外出した夫が部隊に逮捕されたと周辺住民の女性が確認している。
この事件について、ロシア外務省のミハイル・カミーニンは領事関係に関するウィーン条約違反であるとして非難している。また同地域を管轄するイラクのクルディスターン地域政府も衝撃と容認しがたい旨を表明している。一方、アメリカ国防総省のスポークスマンであるブライアン・ウィットマンは当該建物は領事館や政府施設ではないと仏AFPに対して回答している。またイラク外相ホーシュヤール・ズィーバーリーは、当該建物はイラン政府の認証を受けた政府機関であるが正式な接受を伴わない経過中のオフィス(リエゾンオフィス)であるとし、同条約36条違反には当たらないとした。
イラク関連木曜聴聞会では、デラウェア選出民主党上院議員で上院外交委員長をつとめるジョー・バイデンが、コンドリーザ・ライス国務長官に対し、ブッシュ政権には国境を越えての作戦権限はないと表明している。バイデンは「現在大統領に対して与えられた権限は、イラクでの武力行使のそれであってイラク以外に対するものでは無いと私は考える。このような行動には議会の承認が必要である。この点を強調しておきたい」とした。
木曜朝、イラン外務省はイラク外務省に書簡を送付し、イラン・イラク関係へのブッシュ政権の干渉を停止させるよう依頼し、総領事館襲撃について抗議している。同書簡では「我らはイラク政府が先述の個人の自由の回復のため即刻処置を講じ、アメリカ合衆国部隊のこのような手段を断罪するよう希望する。本件を追求し、逮捕者の解放に当たることはもとよりイラク政府及びイラク領クルディスターン自治政府当局の責任である」と述べられている。

## イランからの関係修復の表明
イラン政府はイスラム革命時から1989年にホメイニー師が死去するまではアメリカに対して強硬な姿勢だったが、その後は、アリー・ハーメネイー師、ハーシェミー・ラフサンジャーニー大統領、モハンマド・ハータミー大統領、マフムード・アフマディーネジャード大統領などが、アメリカがイランに対する敵視政策を止め、アメリカもイランも互いに相手国を理解し、相手国の立場を尊重し、平等互恵の関係を追求する政策に転換するなら、イランはいつでもアメリカとの関係を修復すると表明している。ラフサンジャーニー大統領は1996年のアトランタオリンピックに選手を派遣した。ハータミー大統領は文明の対話を提唱し、2001年9月11日のアメリカに対する武力行使を非難し、被害を受けた人々に哀悼を表明した。アフマディーネジャード大統領はイラク国民が選挙で選出した議会と政府の樹立後の、イラクの治安の回復に協力すると表明している。

## 核開発問題
イランの核開発については、イラン政府は常にイランの核開発は平和利用の原子力発電のためであり、軍事目的の核兵器を開発する意思は無いと主張している。しかし、国際連合安全保障理事会常任理事国であるアメリカ合衆国・中華人民共和国・イギリス・フランス・ロシア連邦の5か国の政府とドイツ政府は、イラン政府の主張は本音・真実ではなく、軍事目的の核兵器の開発のための偽装であるとの疑いを持ち、国際連合安全保障理事会は2006年12月・2007年3月・2008年3月にイランを制裁する決議を採択した。しかし、イラン政府は国際連合安全保障理事会の制裁決議は受け入れないと表明し、イランの平和利用目的の核開発は誰にも妨害させない、誰も妨害できないと主張している。アメリカの国家情報会議(NIC National Intelligence Council)は、イランは2003年に核兵器の開発を中止しているので、アメリカ政府が主張するイランの核兵器開発疑惑は事実ではないと政府に報告した。

### 核エネルギー開発に関する非欧米の見方
欧米がこの問題やその他の事柄でイランを極度に危険視してとりあげるのは、イランが欧米に依存しないイスラムという価値観に基づく体制だからであるという見方がイランではある(下記の「イランの主張」参考)。 一方、日本ではイランが危険な国であるかのような論調があるが、アフマディネジャド大統領は一貫して核兵器を持つつもりは無いとし、「核爆弾は持ってはならないものだ」とアメリカのメディアに対してはっきりと言い切っている(Newsweek誌2009年10月７日号)。その上で、アメリカの学生と大統領自身がニューヨークで交流するなど欧米に対して対話する努力を積極的に行い、アジア、南米、ヨーロッパなど様々な国のトップなどとも交流し、国内でも女性の閣僚指名(女性の権利の向上)などの画期的な改革を行うなど、様々な努力を行っている。また、イランは中国とも同盟を結んでいる。そのため、イランに理解を示す国々は日本ではあまり知られていないが数多くあり、イランが危険だから核エネルギー開発も阻止されなければならないという論理は決して世界共通とは言えなく、トルコ・ブラジル・ベネズエラ・キューバ・エジプト・その他の非同盟諸国もイランの平和的核エネルギー開発を支持している。2009年10月にトルコのレジェップ・タイイップ・エルドアン首相はイランを訪問し、アフマディネジャド大統領と会談した際に「核エネルギーの開発はイランの権利である」というイランの立場に理解を示し、当然であるとの姿勢を示した
。また、
非同盟諸国は2006年9月の首脳会議でイランによる平和利用目的の核開発の権利を確認する宣言等を採択した。

## 2009年～2010年対イラン干渉
2009年のイランの反アフマディネジャド派の大規模なデモにはイギリス大使館の関係者が関与していたことが報道されているが、イラン情報省海外担当次官は、大統領選挙後のデモの発生にアメリカとヨーロッパの財団・機関が関与していた事実があったとし、「ソフトな戦争」を仕掛ける60の欧米団体の実名をイランのメディアに対して公表している。
その中で、担当次官は「こうした欧米の財団・機関は（イランの）体制転覆計画遂行のために「民間外交」「学術交流」「メディア交流」などを用いて、専門家や芸術家、大学教授、政治関係者、メディア関係者など、特定の社会階層の人々を誘惑・捕獲する計画を実行してきた。そうすることで、彼らは「ソフトな戦争」というアプローチの下、社会一般に影響を及ぼそうとしてきたのだ」と述べている。
大統領選挙後、日本の新聞でもアメリカがイランの体制の根幹にゆさぶりをかける、という内容の記事が掲載されたことがあり、米Newsweek誌2010年2月3日号でもアメリカ政府関係者がこの頃のデモに関して「反体制派の力を強め、支配層内部に亀裂を広げるために行動すべきだ」、「(このイランの混乱のチャンスを利用すれば)イランが内政と外交の両面でかなり行儀のいい国になる-その可能性がある以上、リアリストもこのチャンスを逃すわけにいかないことは分かるはずだ」とイランへの内政干渉を完全に肯定し、イラク・アフガニスタン侵攻時にみられたのと同じく「西欧化」を押し付けようとする覇権主義的な発言をしている。
また、イランで民間人の交流もあまり無いアメリカの人間がイラン国内で捕まる事件が起こっていることに関して、アフマディネジャド大統領は「イランの法を犯すなと助言してもらいたい」とアメリカのメディアに対して警告している。
2010年2月の31周年目のイラン・イスラム革命勝利記念日の行進には数千万人の体制派のイラン国民が参加し

、同年2月にハーメネイ師が「イラン・イスラム共和国は今年、覇権主義者との闘争(長年に渡る内政干渉と国際的な干渉)において、数十回目の勝利を遂げ、彼らを打ち負かした」と強調し、今年もイランは革命を守りぬいたことをその声明で述べた
。
2010年2月23日、反体制派組織『ジョンドッラー』(ペルシア語: جندالله、英語: Jundallah、「神の兵士」の意)の首領アブドルマーレク・リーギーが逮捕された。会見にあたったヘイダル・モスレヒー情報相は「このテロリストは2008年6月から7月にかけて、ジブラルタル海峡を渡って欧州の某国に渡航、そこでイランで破壊活動をするようこの男に要請がなされた」と説明した。続けて情報相はリーギーが逮捕の24時間前にアフガニスタンのアメリカ軍基地にいたところを撮影した写真を示し、さらにアメリカによって提供された同テロリストの身分証明書ならびにパスポートを見せた上で、「われわれは米英ならびに覇権体制の諜報機関に警告する。テロリストへの支援は止めよ」と語った。
2010年2月27日付、リーギーは、アメリカ当局が自身の率いるテロ集団に対して、各種武器や爆弾、通信機器などを提供していたことを認めた。さらに「アメリカ中央情報局(CIA)の幹部らは、イランと敵対し、同国に対抗する能力をもった組織であれば、いかなる組織であれ、それを支援するという考えをもっている。アメリカが〔直接〕イランに対して軍事攻撃を仕掛けることは困難だからだ」とも語り、ドバイのアメリカ関係者らは彼に対し、「イラン問題こそ問題だ」と明言、アメリカは彼に、「今や問題はターリバーンでも、アルカーイダでもない」と言ったという。

## イランの主張
また、上記と同じ声明の中で最高指導者ハーメネイー師は「我々は覇権主義、支配体制、数カ国による世界征服に反対であり、それに立ち向かう。この数カ国の政府が、世界の運命をもて遊ぶのを許しはしない」と述べ(革命以前のイランはアメリカの傀儡を受けるパーレヴィ皇帝の圧制が敷かれていた)、イランに対する核問題、人権、民主主義に関する虚言や口実探しの最大の原因は、イラン国民の(彼らへの)抵抗と(体制への)断固とした立場にあるとし、「現在、アメリカは再度、過去と同様、自らの役人をペルシア湾に送り込み、虚言を繰り返そうとしているが今やこのような言葉を信じる者は誰もいない。なぜならアメリカは、地域の国民の利益を考えたことはなく、その逆で、可能な限り、地域を自らの不当な利益の下で蹂みつけにしている」と述べた。さらに、本当に好戦的なのはアメリカであると強調し、「アメリカは、ペルシア湾を兵器庫にし、イラクやアフガニスタンを攻撃し、パキスタンをも侵略している。このような状況の中で、イラン・イスラム共和国に対して虚言を浴びせている」と述べた。
2010年1月にはイラン政府が自国への欧米の干渉政策の理由を、さらに具体的に述べている。イランの情報省海外担当次官はイラン国営通信とのインタビューの中で、アメリカ合衆国とイギリスをはじめとする覇権主義体制がイラン人民によるイスラーム革命に対して何故敵意を抱いているのかということについて、「この(イスラムの価値観に基づく)革命（体制）は、短期間のうちに世界中の大衆に認知され、歓迎を受けた。その為アメリカ・イギリスをはじめとする覇権体制の諜報機関による体制転覆計画の標的となってしまったのだ。彼らはイラン・イスラーム共和国に対して侵略的な「ソフトな体制転覆」(実際的な戦争などでない内政干渉など)計画を企てた。この目的を達成するために、これまでにかなりの額の予算が正式に認められ、割り当てられている。」と述べ、アメリカ・ヨーロッパの干渉についてのイラン政府の見方を示した。

## 対イラン制裁（2010年）
2010年2月16日にアメリカのヒラリー・クリントン国務長官は中東歴訪を終えて帰国した。国連安保理による対イラン制裁の強化に向け、湾岸諸国の協力を取り付けるのが狙いとみられていた。カタールでは「イランは軍事独裁に向かっている」と発言し、サウジアラビアなどでも同じような発言を繰り返した。オバマ政権は政権発足以来対イラン外交の強化を方針としてきたが、一転して制裁などの強硬姿勢を前面に押し出している。
2010年7月1日にオバマ政権はイランの金融・エネルギー部門と取引する企業への制裁強化を柱とする対イラン制裁法案に署名し、同法は成立した。イランにガソリンを輸出する企業・核開発にも関与する革命防衛隊と取引する金融機関への制裁を盛り込んでおり、アメリカの対イラン独自制裁としては史上最も厳しい内容である。

## イランの大規模デモ(2022年)との関係
2022年9月、女性のヒジャブの着用を巡り大規模なデモがイラン国内で発生。  アメリカ財務省は、イランで女性の服装を取り締まる風紀警察の高官ら7人に、資産凍結などの制裁を科した。その後、 最高指導者のハネメイがデモについて、アメリカやイスラエルの画策と発言したことでアメリカは、風紀警察への制裁を発表。 アメリカ大統領のバイデン政権は民衆のデモについて支持するとしている。

## イラン・イスラエル戦争とアメリカの攻撃
2025年6月13日未明、イスラエル空軍によって、核関連施設などを攻撃したと発表した。首都テヘランでは、爆発音が響いた。アメリカのマルコ・ルビオ国務長官は、今回の攻撃にアメリカは関与も支援もしていないと述べた。また、アメリカは、安全面でのリスクの高まりを理由に、事前にイラクのバグダッドのアメリカ大使館の職員と家族らに退避を指示していた。ピート・ヘグセス国防長官は、クウェートやバーレーンを含む中東各国にいるアメリカ軍関係者の家族について、自発的な出国を承認したとされる。
2025年6月13日夜、イランはイスラエルに対する報復攻撃を開始した。
6月17日、ドナルド・トランプ大統領はテヘランからの全面的な避難を呼びかけた。また、「我々は今、イラン上空を完全にコントロールしている」と宣言し、「我慢の限界に近付いている」とイランに対して「無条件降伏」を要求したうえで、イランの最高指導者アリー・ハーメネイーの居場所を「正確に把握している」が「今のところ」は殺害するつもりはないと述べた。さらに、ホワイトハウスの発表によれば、トランプはアメリカ国家安全保障会議（NSC）を招集した。副大統領のJ・D・ヴァンスは、アメリカが対イラン戦争に参加する可能性があると示唆した。
6月21日、トランプ大統領は、アメリカ軍が、イランのフォルドゥ、ナタンズ、イスファハンの核施設3ヶ所をB-2ステルス爆撃機で攻撃したと発表。これに対してイラン側は、「中東の地域にいる、すべてのアメリカ人と米軍は正当な標的となる」と警告した。
6月22日、イランメディアは、イラン国会がホルムズ海峡の封鎖を承認したと報じた（最終的な決定はペゼシュキアン大統領をトップとする最高安全保障委員会の判断が必要とされる）。

## イランにおける著名なアメリカ人
- ハワード・バスカーヴィル, Iran's first American martyr.
- アーサー・ポープ and Phyllis Ackerman
- アーサー・ミルスポー
- エルギン・グロースクローズ
- モルガン・シャスター
- リチャード・ネルソン・フライ
- William Chittick
- David Stronach
- Joseph Cochran
- William M. Miller
- John Limbert
- Samuel M. Jordan, whom "Jordan Ave." in Tehran is named after

## 読書案内
- Friedman Alan, Spider's Web: The Secret History of how the White House Illegally Armed Iraq. New York, Bantam Books, 1993.
- Jentleson Bruce, With friends like these: Reagan, Bush, and Saddam, 1982-1990. New York, W. W. Norton, 1994.
- Phythian Mark, Arming Iraq: How the U.S. and Britain Secretly Built Saddam's War Machine. Boston, Northeastern University Press, 1997.
- Morgan Shuster, The Strangling of Persia, ISBN 0-934211-06-X
- US - Iran Economic and Political Relations Handbook (World Diplomatic and International Contacts Library)、ISBN 0-7397-0759-0